# Jezioro Piekiełko (Braniewo)
Jezioro Piekiełko – sztuczny zbiornik wodny o powierzchni ok. 3 ha na cieku wodnym Czerwony Rów na północno-zachodnich obrzeżach Braniewa, utworzony w XIII wieku roku w celu spiętrzenia wody na potrzeby wybudowanego tu młyna.

## Historia

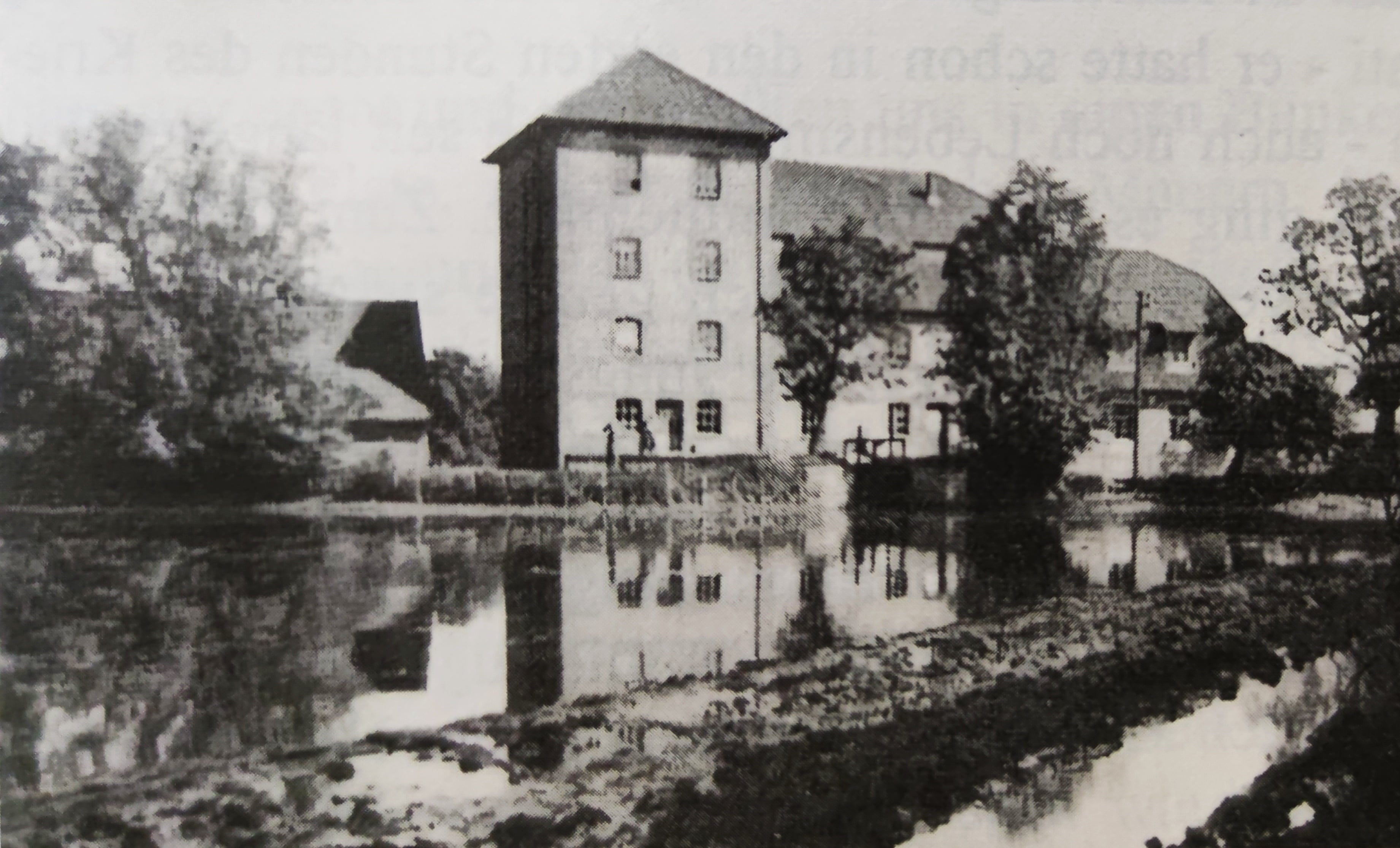
Młyn przy Piekiełku, po wojnie rozebrany

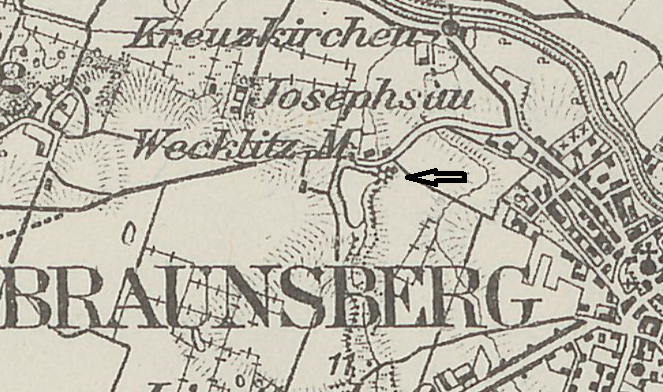
Strzałka wskazuje Piekiełko i Młyn Arnolda (oznaczony ☼)

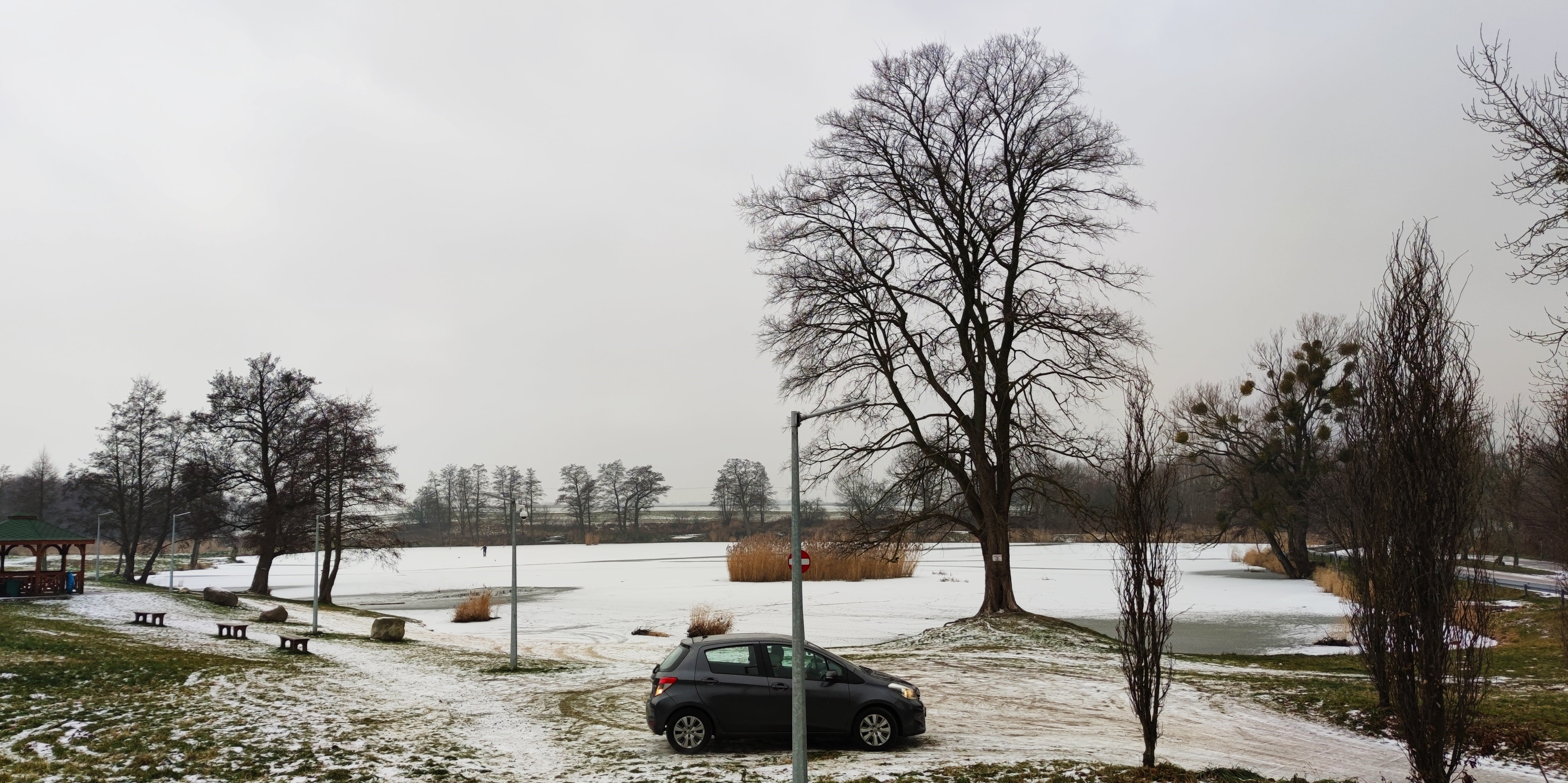
Plaża na Piekiełku, widok zimą 2021

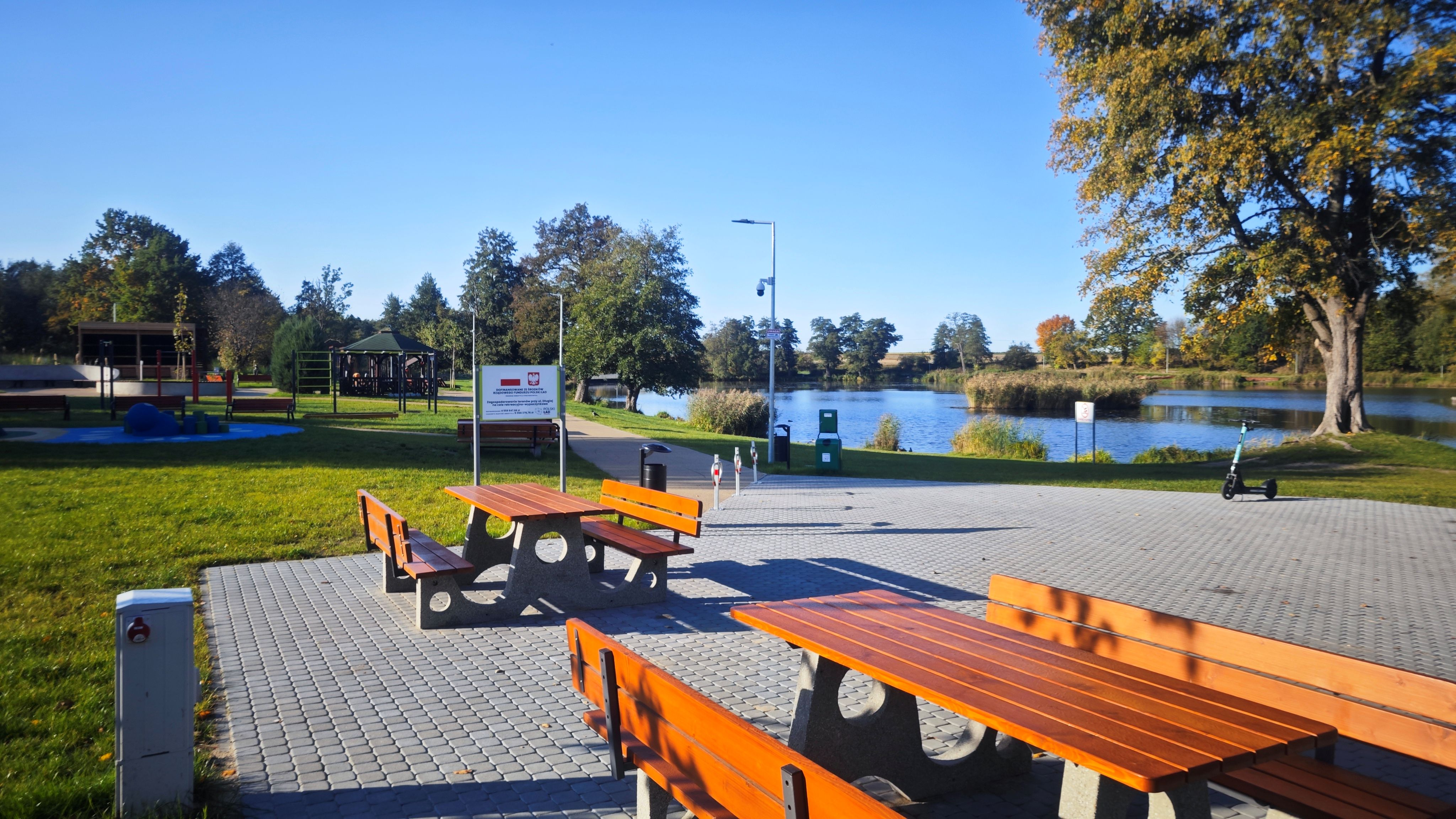
Obiekt na Piekiełku po remoncie, 2024

Historia tego zbiornika wodnego wiąże się z założeniem na cieku Czerwony Rów w pobliżu Braniewa młyna Arnolda (Wecklitzmühle), który to został wymieniony z nazwy już w przywileju lokacyjnym miasta z 1 kwietnia 1284 roku. Za prawdopodobny okres powstania młyna, a razem z nim grobli i zbiornika zaporowego, przyjmuje się lata 1273–1278.
Do II wojny światowej miejsce to nie służyło celom rekreacyjnych dla mieszkańców miasta, być może z powodu stojącego tu młyna i urządzeń hydrotechnicznych, może też dlatego, że w samym Braniewie nie brakowało kąpielisk nad rzeką Pasłęką. Tylko w porze zimowej zamarznięta tafla na jeziorku służyła do pozyskiwania lodu do piwnic położonego niedaleko browaru.
Pod koniec II wojny światowej, w 1945 roku, przez zniszczoną groblę wyciekła woda ze stawu będącego siłą napędową młyna. Nieużytkowany młyn niszczał, aż w końcu został rozebrany. Natomiast groblę odbudowano w tym miejscu dopiero w latach 60. XX w. i zbiornik napełniono wodą. Nie przejął on już zapomnianej przedwojennej nazwy Stawu Młyńskiego (Mühlenteich), lecz swą polską nazwę „Piekiełko” zapożyczył od nazwy pobliskiego osiedla, nazwy nadanej osiedlu przez ludność osiedleńczą po II wojnie światowej, od jego złej wówczas sławy.
Po tym jak na początku XXI w. zlikwidowane zostało istniejące przez wiele dziesięcioleci kąpielisko w centrum miasta przy zaporze na Pasłęce, urządzono tu przy Piekiełku plażę oraz niestrzeżone kąpielisko miejskie, otwarte 22 lipca 2009 roku. Przy plaży wybudowano zadaszone wiaty, boisko do siatkówki oraz parking. Miejsce to zostało następnie oświetlone. Z plaży i kąpieliska korzystali mieszkańcy Braniewa nie tylko w okresie letnim, popularne było ono wśród miejscowych wędkarzy, morsów i spacerowiczów we wszystkich porach roku.
Na braniewskim Piekiełku tradycją stało się organizowanie przez włodarzy miejskich powitania Nowego Roku w dniu 1 stycznia. Imprezie towarzyszą między innymi biegi wokół akwenu wodnego, a także noworoczne kąpiele morsów.
W latach 2023–2024 zrealizowany został projekt „Zagospodarowanie terenów przy ul. Długiej na cele rekreacyjno-wypoczynkowe”. W ramach tego projektu teren wokół stawu został ponownie uporządkowany i zrewitalizowany. Powstały urządzenia małej architektury do zabawy dla dzieci, miejsce na ognisko, wybudowano specjalne trasy spacerowo-rowerowe. Koszt inwestycji wyniósł około 4,9 mln złotych. Jednak wówczas i w tym miejscu ustawiono – podobnie jak wcześniej przy zaporze – znak „zakaz kąpieli”, kończąc tym samym historię tego terenu rekreacyjnego jako miejskiego kąpieliska. 